# Åre Bryggeri
Åre Bryggeri är ett varumärkesföretag för öl, som lanserade ölen Hummel 1990. 
Företaget startades av en annonsbyrå och har ingen egen tillverkning, utan ölet byggs på licens hos andra bryggerier. Under åren har man bland annat använt Avesta Bryggeri, Jämtlands Bryggeri, och Åbro Bryggeri. Man följer den Bayerska renhetslagen. 